# Zaixun
Zaixun, né en 1885 à Pékin et mort en 1949 dans la même ville, est un prince et homme d'État chinois, ministre de la Marine de la dynastie Qing. Il est le fils de Yixuan, père de Puguang, et grand-père maternel du chanteur d'opéra Huang Shixiang.